# Günther Reinecke
Günther Reinecke (* 18. April 1908 in Stuttgart; † 24. April 1972 in München) war ein deutscher Jurist und SS-Führer.

## Leben

### Jugend und Ausbildung
Nach dem Besuch einer Volksschule und eines Gymnasiums studierte Reinecke Rechtswissenschaften an den Universitäten Innsbruck und München. Er wurde in dieser Zeit Mitglied der katholischen Studentenverbindungen K.D.St.V. Langobardia München und der K.D.H.V. Leopoldina Innsbruck im CV. 1931 wurde er Gerichtsreferendar. Er schloss sein Studium 1933 in München mit der Promotion zum Dr. jur mit einer von Konrad Beyerle betreuten Arbeit zum Münchener Privatrecht ab.

### Zeit des Nationalsozialismus
Im Anschluss an das Bestehen des Assessorexamens im Jahr 1934 wurde er Gerichtsassessor und erhielt damit die Möglichkeit, ein Richteramt auszuüben. Danach übernahm er eine Stellung als Sachbearbeiter für Disziplinarsachen in der SS.
Reinecke trat zum 1. Mai 1933 der NSDAP bei (Mitgliedsnummer 3.257.841) und schloss sich auch der SS an (SS-Nummer 77.151), November 1944 wurde er zum SS-Oberführer befördert.
Reinecke war fast zehn Jahre im Gerichtswesen der SS tätig und gehörte 1938 dem Persönlichen Stab Reichsführer SS an. Er war ab 1939 Leiter des Amts I (Rechtsamt) am Hauptamt SS-Gericht in München und Vertreter des Chefs des Hauptamts SS-Gericht. Nach der deutschen Besetzung Norwegens baute Reinecke das SS- und Polizeigericht Nord in Oslo auf, in dem ab September 1941 auch gegen Zuwiderhandlungen von Norwegern gegen die Verordnungen des Reichskommissars Josef Terboven verhandelt wurde. Reinecke ließ u. a. gegen Hans Frank, den Gouverneur des Generalgouvernements, wegen Korruption ermitteln. Reineckes Ermittler waren im Zuge eines anderen Korruptionsfalls im Generalgouvernement der illegalen Bereicherung der Familie Frank auf die Spur gekommen. Reinecke meldete am 1. Dezember 1941 an den Reichsführer-SS Heinrich Himmler, dass Frau Frank sich illegal mindestens zehn Pelzmäntel besorgt hätte und der Generalgouverneur unerlaubter Weise Schmuck, Möbel und Lebensmittel in erheblichem Umfang auf sein Anwesen Schobernhof in Süddeutschland transferiert hätte. Diese Affäre nutzte Himmler, um gemeinsam mit Hans Lammers und Martin Bormann am 5. März 1942 Frank personelle Zugeständnisse bzgl. der personellen Besetzung in der Regierung des Generalgouvernements abzupressen.
Reinecke wurde am 8. August 1942 Chefrichter des Obersten SS- und Polizeigerichts.

### Nachkriegszeit
Bei Kriegsende geriet Reinecke in englische Kriegsgefangenschaft. In der Folge wurde er im Rahmen der Nürnberger Prozesses gegen die Hauptkriegsverbrecher als Zeuge vernommen. Im Verfahren gegen die SS als Organisation sagte er am 6. August 1946 im Zeugenstand über die Allgemeine SS, die Waffen-SS und die Sicherheitspolizei aus. Reinecke berichtete insbesondere auch über SS-Ermittlungen gegen Angehörige des KZ-Lagerpersonals. Aus seinen Studentenverbindungen wurde Reinecke ausgeschlossen.
Nach Entlassung aus der Internierung war Reinecke als Rechtsanwalt in München tätig.

## Schriften
- Münchener Privatrecht im Mittelalter. Beiträge zur Entwicklungsgeschichte des Stadtrechts, München 1936. (Druckausgabe seiner Dissertation)